# NGC 669
NGC 669 é uma galáxia espiral (Sab) localizada na direcção da constelação de Triangulum. Possui uma declinação de +35° 33' 47" e uma ascensão recta de 1 horas, 47 minutos e 16,0 segundos.
A galáxia NGC 669 foi descoberta em 28 de Novembro de 1883 por Édouard Jean-Marie Stephan.